# 73-й отдельный гвардейский танковый полк прорыва
73-й гвардейский отдельный танковый полк прорыва — гвардейское формирование (тяжёлый танковый полк, воинская часть) БТиМВ Красной Армии (РККА) ВС Союза ССР, в Великой Отечественной войне.
Воинская часть была в составе действующей армии в период с 3 мая 1944 года по 9 мая 1945 года. Полное действительное наименование, по окончании Великой Отечественной войны — 73-й гвардейский Краснознамённый ордена Красной Звезды отдельный танковый полк прорыва.

## История
Гвардейский отдельный танковый полк был сформирован 3 мая 1944 года на базе 375-го отдельного танкового батальона в составе 26-й армии как 73-й гвардейский отдельный танковый полк, и начал именоваться полком прорыва только с декабря 1944 года.
Гвардейский полк был вооружён тяжёлыми основными танками КВ-1С, и специальными, в том числе огнемётными. Любопытно, что все танки гвардейского полка были именными — «Котовский», «Пархоменко», «Суворов», «Фрунзе», «Чапаев», «Щорс», «Истребитель», «Удар», «Прорыв», «За Родину».
После сформирования полк находился в полосе действий 26-й армии, где по-видимому принимал какое-то участие в частных боевых операциях.

К октябрю 1944 года гвардейское формирование переброшено в Заполярье, где приняло участие в Петсамо-Киркенесской операции, наступал на участке главного удара войск 14-й армии. Введён в бой днём 7 октября 1944 года, нанёс удар по укреплениям и артиллерии на горе Малый Кариквайвишь. Один из пленных описывал атаку полка так:
 «Я услышал грохот, посмотрел: два русских танка двигаются севернее высоты, куда мы и пешком не ходили. Потом появилась ваша пехота, и мы сдались в плен». 
.
Продолжил наступление, к 25 октября 1944 года вышел к заливу Бек-Фьорд, форсировал залив и в этот же день отличился при взятии Киркенеса.
После окончания операции в боевых действиях не участвовал.

## В составе
| Дата            | Фронт (округ)    | Армия                | Корпус | Дивизия | Бригада | Примечания |
| --------------- | ---------------- | -------------------- | ------ | ------- | ------- | ---------- |
| 01.06.1944 года | Карельский фронт | 26-я армия           | -      | -       | -       | -          |
| 01.07.1944 года | Карельский фронт | 26-я армия           | -      | -       | -       | -          |
| 01.08.1944 года | Карельский фронт | 26-я армия           | -      | -       | -       | -          |
| 01.09.1944 года | Карельский фронт | 26-я армия           | -      | -       | -       | -          |
| 01.10.1944 года | Карельский фронт | 14-я армия           | -      | -       | -       | -          |
| 01.11.1944 года | Карельский фронт | 14-я армия           | -      | -       | -       | -          |
| 01.12.1944 года | -                | 14-я отдельная армия | -      | -       | -       | -          |
| 01.01.1945 года | -                | 14-я отдельная армия | -      | -       | -       | -          |
| 01.02.1945 года | -                | 14-я отдельная армия | -      | -       | -       | -          |
| 01.03.1945 года | -                | 14-я отдельная армия | -      | -       | -       | -          |
| 01.04.1945 года | -                | 14-я отдельная армия | -      | -       | -       | -          |
| 01.05.1945 года | -                | 14-я отдельная армия | -      | -       | -       | -          |

## Командиры
- Аршиневский Владимир Константинович, подполковник

## Награды и наименование
| Награда                     | Дата                                                           | За что получена |
| --------------------------- | -------------------------------------------------------------- | --- |
| Почётное звание Гвардейский | 3 мая 1944 года                                                | При сформировании |
| Орден Красного Знамени      | Указ Президиума Верховного Совета СССР от 31 октября 1944 года | За образцовое выполнение заданий командования в боях с немецкими захватчиками, за овладение городом Петсамо (Печенга) и проявленные при этом доблесть и мужество              |
| Орден Красной Звезды        | Указ Президиума Верховного Совета СССР от 14 ноября 1944 года  | За образцовое выполнение заданий командования в боях с немецкими захватчиками, за освобождение района Никель, Ахмалахти, Салмиярви и проявленные при этом доблесть и мужество |